# Egernia stokesii
Egernia stokesii är en ödleart som beskrevs av  Gray 1845. Egernia stokesii ingår i släktet Egernia och familjen skinkar.

## Underarter
Arten delas in i följande underarter:
- E. s. aethiops
- E. s. badia
- E. s. stokesii
- E. s. zellingi